# Turnera reginae
Turnera reginae är en passionsblomsväxtart som beskrevs av Arbo. Turnera reginae ingår i släktet Turnera och familjen passionsblomsväxter. Inga underarter finns listade i Catalogue of Life.